# Ait Tamlil
Ait Tamlil (en àrab آيت تامليل, Āyt Tāmlīl; en amazic ⴰⵢⵜ ⵜⴰⵎⵍⵉⵍ) és una comuna rural de la província d'Azilal, a la regió de Béni Mellal-Khénifra, al Marroc. Segons el cens de 2014 tenia una població total de 19.930 persones.